# Torneo Clausura 2003 (México)
El Torneo Clausura 2003 fue la edición LXIX del campeonato de liga de la Primera División del fútbol mexicano; Se trató del 14º torneo corto, luego del cambio en el formato de competencia, con el que se cerró la temporada 2002-03. Monterrey ganó el campeonato por segunda vez luego de 17 años sin ser campeón al Morelia. Además fue la única participación del club Colibríes de Cuernavaca (surgido luego de la venta y mudanza del Atlético Celaya), quienes descendieron luego de una mala campaña y un festejo adelantado por su salvación.

## Formato de competencia
Los 20 equipos participantes se dividen en 4 grupos de cinco integrantes. Juegan todos contra todos a una sola ronda, por lo que cada equipo jugó 19 partidos. Al finalizar la temporada regular califican a la liguilla los 2 primeros lugares de cada grupo; si hubiera 1 o 2 clubes (no ubicados en esos dos primeros puestos) de un sector, con mejor desempeño estadístico que algún líder o sublíder de otro grupo, estos se medirán en la fase de reclasificación o repechaje en duelos a eliminación directa.

### Fase de calificación
En la fase de calificación participan los 20 clubes de la primera división profesional jugando todos contra todos durante las 19 jornadas respectivas, a un solo partido. Se observará el sistema de puntos. La ubicación en la tabla general está sujeta a lo siguiente:
1. Por juego ganado se obtendrán tres puntos.
2. Por juego empatado se obtendrá un punto.
3. Por juego perdido no se otorgan puntos.

El orden de los clubes al final de la Fase de Calificación del torneo corresponderá a la suma de los puntos obtenidos por cada uno de ellos y se presentará en forma descendente. Si al finalizar las 19 jornadas del torneo, dos o más clubes estuviesen empatados en puntos, su posición en la Tabla general será determinada atendiendo a los siguientes criterios de desempate:
1. Mejor diferencia entre los goles anotados y recibidos
2. Mayor número de goles anotados
3. Marcadores particulares entre los clubes empatados
4. Mayor número de goles anotados como visitante
5. Mejor ubicación en la Tabla general de cocientes
6. Tabla Fair Play
7. Sorteo

### Fase final
Califican a la liguilla los 2 primeros lugares de cada grupo; si hubiera 1 o 2 clubes (no ubicados en esos dos primeros puestos) de un sector, con mejor desempeño estadístico que algún líder o sublíder de otro grupo, estos se medirán en la fase de reclasificación o repechaje en duelos a eliminación directa.
1.º vs 8.º 

2.º vs 7.º 

3.º vs 6.º 

4.º vs 5.º
En semifinales participarán los cuatro clubes vencedores de cuartos de final, reubicándolos del uno al cuatro, de acuerdo a su mejor posición en la Tabla General de Clasificación al término de la jornada 19, enfrentándose 1.º vs 4.º y 2.º vs 3.º.
Disputarán el título de Campeón del Torneo Clausura 2003 los dos clubes vencedores de la fase semifinal.
Todos los partidos de esta fase serán en formato de ida y vuelta, eligiendo siempre el club que haya quedado mejor ubicado en la Tabla general de clasificación el horario de su partido como local.
El criterio usado para definir una clasificación en las rondas de reclasificación, cuartos de final y semifinales en caso de empate global será otorgar esta al equipo con mejor posición en la tabla general al final de la fase regular. En cuanto a la final, un empate global luego del juego de vuelta, será dirimido con dos tiempos extras de 15 minutos cada uno, contando con la posibilidad del Gol de oro, y posteriormente Tiros desde el punto penal, hasta que se produjera un ganador.

## Equipos participantes
| Equipo      | Ciudad                                  | Estadio                 | Capacidad | Entrenador             |
| ----------- | --------------------------------------- | ----------------------- | --------- | ---------------------- |
| América     | México, D. F.                           | Azteca                  | 105,064   | Manuel Lapuente        |
| Atlante     | Ciudad Nezahualcóyotl, Estado de México | Neza 86                 | 28,000    | Miguel Herrera         |
| Atlas       | Guadalajara, Jalisco                    | Jalisco                 | 60,000    | Fernando Quirarte      |
| Jaguares    | Tuxtla Gutiérrez, Chiapas               | Víctor Manuel Reyna     | 32,000    | Jorge Garcés           |
| Cruz Azul   | México, D. F.                           | Azul                    | 37,000    | Mario Carrillo         |
| Cuernavaca  | Xochitepec, Morelos                     | Mariano Matamoros       | 16,000    | Sergio Rubio           |
| Guadalajara | Guadalajara, Jalisco                    | Jalisco                 | 60,000    | Eduardo de la Torre    |
| Monterrey   | Monterrey, Nuevo León                   | Tecnológico             | 38,000    | Daniel Passarella      |
| Morelia     | Morelia, Michoacán                      | Morelos                 | 41,056    | Rubén Omar Romano      |
| Necaxa      | México, D. F.                           | Azteca                  | 105,064   | Raúl Arias             |
| Pachuca     | Pachuca, Hidalgo                        | Hidalgo                 | 30,000    | Alfredo Tena           |
| Puebla      | Puebla, Puebla                          | Cuauhtémoc              | 46,638    | Víctor Manuel Vucetich |
| Querétaro   | Querétaro, Querétaro                    | Corregidora             | 35,575    | Demetrio Madero        |
| San Luis    | San Luis Potosí, San Luis Potosí        | Alfonso Lastras Ramírez | 30,000    | Juan Antonio Luna      |
| Santos      | Torreón, Coahuila                       | Corona                  | 18,500    | Luis Fernando Tena     |
| Tecos UAG   | Zapopan, Jalisco                        | Tres de Marzo           | 30,015    | Francisco Chávez       |
| Tigres UANL | Monterrey, Nuevo León                   | Universitario           | 43,600    | Ricardo Ferretti       |
| Toluca      | Toluca, Estado de México                | Nemesio Díez            | 27,000    | Alberto Jorge          |
| Pumas UNAM  | México, D. F.                           | Olímpico Universitario  | 66,000    | Hugo Sánchez           |
| Veracruz    | Veracruz, Veracruz                      | Luis "Pirata" Fuente    | 30,000    | Daniel Guzmán          |

### Cambios de entrenadores
| Equipo     | Entrenador (jornadas)                                                                                  |
| ---------- | --- |
| Tecos UAG  | Francisco Chávez (1-5) Oscar Ruggeri (6-11) Alberto Guerra (12-19)                                     |
| Puebla     | Víctor Manuel Vucetich (1-8) Hugo Fernández (9-12) Ignacio Ambriz (13-19)                              |
| Cruz Azul  | Mario Carrillo (1-9) Enrique Meza (10-Liguilla)                                                        |
| Pachuca    | Alfredo Tena (1-9) Carlos Trucco (10-19)                                                               |
| Jaguares   | Jorge Garcés (1-9) Sergio Bueno (10-19)                                                                |
| Querétaro  | Demetrio Madero (1-9) Humberto Hernández (10) Julio César Uribe (11-19)                                |
| Cuernavaca | Sergio Rubio (1-10), (13-15) Zlatko Petricevic (11-12) Felipe de Jesús Ocampo y Rodolfo Sotelo (16-19) |
| San Luis   | Juan Antonio Luna (1-17) Pilar Reyes (18-19)                                                           |

## Torneo regular

### Resultados
| Morelia     | 2-1 | Veracruz   | Morelos                 | 11 de enero | 17:00 |
| Tigres      | 3-0 | Chiapas    | Universitario           | 11 de enero | 17:00 |
| San Luis    | 1-1 | Querétaro  | Alfonso Lastras Ramírez | 11 de enero | 19:00 |
| Guadalajara | 2-1 | Puebla     | Jalisco                 | 12 de enero | 12:00 |
| Pachuca     | 2-1 | América    | Hidalgo                 | 12 de enero | 12:00 |
| UNAM        | 1-3 | Cuernavaca | Olímpico Universitario  | 12 de enero | 12:00 |
| Atlante     | 1-1 | Monterrey  | Neza 86                 | 12 de enero | 12:00 |
| Tecos       | 0-0 | Cruz Azul  | Tres de Marzo           | 12 de enero | 16:00 |
| Necaxa      | 3-0 | Toluca     | Azteca                  | 12 de enero | 16:00 |
| Santos      | 3-0 | Atlas      | Corona                  | 12 de enero | 16:00 |

| Toluca     | 2-3 | Atlante     | Nemesio Díez         | 18 de enero | 15:00 |
| Cuernavaca | 3-0 | Tecos       | Mariano Matamoros    | 18 de enero | 15:00 |
| Veracruz   | 0-0 | UNAM        | Luis "Pirata" Fuente | 18 de enero | 15:00 |
| Chiapas    | 0-0 | Pachuca     | Víctor Manuel Reyna  | 18 de enero | 15:00 |
| Cruz Azul  | 1-3 | Tigres      | Azul                 | 18 de enero | 17:00 |
| Monterrey  | 4-2 | Morelia     | Tecnológico          | 18 de enero | 17:00 |
| Atlas      | 0-1 | Necaxa      | Jalisco              | 18 de enero | 20:45 |
| Querétaro  | 1-0 | Santos      | Corregidora          | 19 de enero | 12:00 |
| Puebla     | 0-1 | San Luis    | Cuauhtémoc           | 19 de enero | 12:00 |
| América    | 1-1 | Guadalajara | Azteca               | 19 de enero | 16:00 |

| Veracruz    | 1-0 | Cuernavaca | Luis "Pirata" Fuente    | 25 de enero | 15:00 |
| Tigres      | 1-0 | Tecos      | Universitario           | 25 de enero | 17:00 |
| Morelia     | 1-1 | Toluca     | Morelos                 | 25 de enero | 17:00 |
| San Luis    | 0-4 | América    | Alfonso Lastras Ramírez | 25 de enero | 19:00 |
| Atlante     | 2-4 | Atlas      | Neza 86                 | 26 de enero | 12:00 |
| Pachuca     | 0-0 | Cruz Azul  | Hidalgo                 | 26 de enero | 12:00 |
| UNAM        | 2-3 | Monterrey  | Olímpico Universitario  | 26 de enero | 12:00 |
| Guadalajara | 2-0 | Chiapas    | Jalisco                 | 26 de enero | 12:00 |
| Santos      | 1-1 | Puebla     | Corona                  | 26 de enero | 16:00 |
| Necaxa      | 1-0 | Querétaro  | Azteca                  | 26 de enero | 16:00 |

| Toluca     | 5-1 | UNAM        | Nemesio Díez        | 1 de febrero | 15:00 |
| Cuernavaca | 2-0 | Tigres      | Mariano Matamoros   | 1 de febrero | 15:00 |
| Chiapas    | 3-1 | San Luis    | Víctor Manuel Reyna | 1 de febrero | 15:00 |
| Monterrey  | 2-1 | Veracruz    | Tecnológico         | 1 de febrero | 17:00 |
| Cruz Azul  | 1-1 | Guadalajara | Azul                | 1 de febrero | 17:00 |
| Atlas      | 1-0 | Morelia     | Jalisco             | 1 de febrero | 20:45 |
| Puebla     | 1-0 | Necaxa      | Cuauhtémoc          | 2 de febrero | 12:00 |
| Querétaro  | 1-0 | Atlante     | Corregidora         | 2 de febrero | 12:00 |
| Tecos      | 1-1 | Pachuca     | Tres de Marzo       | 2 de febrero | 16:00 |
| América    | 0-1 | Santos      | Azteca              | 2 de febrero | 16:00 |

| Veracruz    | 1-0 | Toluca     | Luis "Pirata" Fuente    | 8 de febrero  | 15:00 |
| Monterrey   | 1-0 | Cuernavaca | Tecnológico             | 8 de febrero  | 17:00 |
| Morelia     | 2-1 | Querétaro  | Morelos                 | 8 de febrero  | 17:00 |
| Pachuca     | 1-1 | Tigres     | Hidalgo                 | 9 de febrero  | 12:00 |
| Atlante     | 3-1 | Puebla     | Neza 86                 | 9 de febrero  | 12:00 |
| Guadalajara | 3-2 | Tecos      | Jalisco                 | 9 de febrero  | 12:00 |
| Santos      | 1-2 | Chiapas    | Corona                  | 9 de febrero  | 16:00 |
| Necaxa      | 0-2 | América    | Azteca                  | 9 de febrero  | 16:00 |
| San Luis    | 2-2 | Cruz Azul  | Alfonso Lastras Ramírez | 9 de febrero  | 19:00 |
| UNAM        | 2-1 | Atlas      | Olímpico Universitario  | 26 de febrero | 20:30 |

| Chiapas    | 0-0 | Necaxa      | Víctor Manuel Reyna | 15 de febrero | 15:00 |
| Toluca     | 3-1 | Monterrey   | Nemesio Díez        | 15 de febrero | 15:00 |
| Cuernavaca | 2-3 | Pachuca     | Mariano Matamoros   | 15 de febrero | 15:00 |
| Cruz Azul  | 2-2 | Santos      | Azul                | 15 de febrero | 17:00 |
| Tigres     | 1-0 | Guadalajara | Universitario       | 15 de febrero | 17:00 |
| Atlas      | 3-0 | Veracruz    | Jalisco             | 15 de febrero | 20:45 |
| Puebla     | 1-6 | Morelia     | Cuauhtémoc          | 16 de febrero | 12:00 |
| Querétaro  | 0-0 | UNAM        | Corregidora         | 16 de febrero | 12:00 |
| Tecos      | 1-2 | San Luis    | Tres de Marzo       | 16 de febrero | 16:00 |
| América    | 1-0 | Atlante     | Azteca              | 16 de febrero | 16:00 |

| Toluca      | 4-1 | Cuernavaca | Nemesio Díez            | 22 de febrero | 15:00 |
| Veracruz    | 1-1 | Querétaro  | Luis "Pirata" Fuente    | 22 de febrero | 15:00 |
| Morelia     | 1-2 | América    | Morelos                 | 22 de febrero | 17:00 |
| Monterrey   | 2-2 | Atlas      | Tecnológico             | 22 de febrero | 17:00 |
| San Luis    | 2-0 | Tigres     | Alfonso Lastras Ramírez | 22 de febrero | 19:00 |
| Guadalajara | 3-1 | Pachuca    | Jalisco                 | 23 de febrero | 12:00 |
| Atlante     | 5-1 | Chiapas    | Neza 86                 | 23 de febrero | 12:00 |
| Santos      | 3-1 | Tecos      | Corona                  | 23 de febrero | 16:00 |
| Necaxa      | 4-0 | Cruz Azul  | Azteca                  | 23 de febrero | 16:00 |
| UNAM        | 1-0 | Puebla     | Olímpico Universitario  | 23 de febrero | 20:30 |

| Cuernavaca | 1-1 | Guadalajara | Mariano Matamoros   | 1 de marzo | 15:00 |
| Chiapas    | 1-2 | Morelia     | Víctor Manuel Reyna | 1 de marzo | 15:00 |
| Cruz Azul  | 1-3 | Atlante     | Azul                | 1 de marzo | 17:00 |
| Tigres     | 2-2 | Santos      | Universitario       | 1 de marzo | 17:00 |
| Atlas      | 1-1 | Toluca      | Jalisco             | 1 de marzo | 20:45 |
| Pachuca    | 2-2 | San Luis    | Hidalgo             | 2 de marzo | 12:00 |
| Puebla     | 0-1 | Veracruz    | Cuauhtémoc          | 2 de marzo | 12:00 |
| Querétaro  | 1-1 | Monterrey   | Corregidora         | 2 de marzo | 12:00 |
| Tecos      | 1-2 | Necaxa      | Tres de Marzo       | 2 de marzo | 16:00 |
| América    | 1-1 | UNAM        | Azteca              | 2 de marzo | 16:00 |

| UNAM      | 3-1 | Chiapas     | Olímpico Universitario  | 6 de marzo | 20:30 |
| Veracruz  | 0-2 | América     | Luis "Pirata" Fuente    | 8 de marzo | 15:00 |
| Toluca    | 4-0 | Querétaro   | Nemesio Díez            | 8 de marzo | 15:00 |
| Monterrey | 0-0 | Puebla      | Tecnológico             | 8 de marzo | 17:00 |
| San Luis  | 0-2 | Guadalajara | Alfonso Lastras Ramírez | 8 de marzo | 19:00 |
| Atlas     | 0-0 | Cuernavaca  | Jalisco                 | 8 de marzo | 20:45 |
| Atlante   | 3-2 | Tecos       | Neza 86                 | 9 de marzo | 12:00 |
| Necaxa    | 1-2 | Tigres      | Olímpico Aguascalientes | 9 de marzo | 16:00 |
| Morelia   | 1-1 | Cruz Azul   | Morelos                 | 9 de marzo | 16:00 |
| Santos    | 2-0 | Pachuca     | Corona                  | 9 de marzo | 16:00 |

| Tecos       | 0-2 | Morelia   | Tres de Marzo       | 15 de marzo | 15:00 |
| Chiapas     | 1-2 | Veracruz  | Víctor Manuel Reyna | 15 de marzo | 15:00 |
| Cuernavaca  | 2-4 | San Luis  | Mariano Matamoros   | 15 de marzo | 15:00 |
| Tigres      | 2-1 | Atlante   | Universitario       | 15 de marzo | 17:00 |
| Pachuca     | 2-0 | Necaxa    | Hidalgo             | 15 de marzo | 19:00 |
| Guadalajara | 1-0 | Santos    | Jalisco             | 16 de marzo | 12:00 |
| Cruz Azul   | 2-0 | UNAM      | Azul                | 16 de marzo | 12:00 |
| Querétaro   | 2-2 | Atlas     | Corregidora         | 16 de marzo | 12:00 |
| Puebla      | 3-1 | Toluca    | Cuauhtémoc          | 16 de marzo | 14:00 |
| América     | 1-1 | Monterrey | Azteca              | 16 de marzo | 16:00 |

| Veracruz  | 2-0 | Cruz Azul   | Luis "Pirata" Fuente   | 22 de marzo | 15:00 |
| Toluca    | 3-0 | América     | Nemesio Díez           | 22 de marzo | 15:00 |
| Monterrey | 0-1 | Chiapas     | Tecnológico            | 22 de marzo | 17:00 |
| Morelia   | 2-0 | Tigres      | Morelos                | 22 de marzo | 17:00 |
| Atlas     | 2-0 | Puebla      | Jalisco                | 22 de marzo | 20:45 |
| Querétaro | 1-2 | Cuernavaca  | Corregidora            | 23 de marzo | 12:00 |
| Atlante   | 2-1 | Pachuca     | Neza 86                | 23 de marzo | 12:00 |
| Necaxa    | 2-2 | Guadalajara | Azteca                 | 23 de marzo | 12:00 |
| Santos    | 2-0 | San Luis    | Corona                 | 23 de marzo | 16:00 |
| UNAM      | 2-1 | Tecos       | Olímpico Universitario | 16 de abril | 18:00 |

| Cuernavaca  | 2-3 | Santos    | Mariano Matamoros       | 29 de marzo | 15:00 |
| Chiapas     | 1-1 | Toluca    | Víctor Manuel Reyna     | 29 de marzo | 15:00 |
| Cruz Azul   | 0-0 | Monterrey | Azul                    | 29 de marzo | 17:00 |
| Tecos       | 1-2 | Veracruz  | Tres de Marzo           | 29 de marzo | 17:00 |
| Tigres      | 2-2 | UNAM      | Universitario           | 29 de marzo | 17:00 |
| San Luis    | 1-0 | Necaxa    | Alfonso Lastras Ramírez | 29 de marzo | 19:00 |
| Guadalajara | 2-3 | Atlante   | Jalisco                 | 30 de marzo | 12:00 |
| Pachuca     | 0-0 | Morelia   | Hidalgo                 | 30 de marzo | 12:00 |
| Puebla      | 0-2 | Querétaro | Cuauhtémoc              | 30 de marzo | 14:00 |
| América     | 4-4 | Atlas     | Azteca                  | 30 de marzo | 16:00 |

| Veracruz  | 4-1 | Tigres      | Luis "Pirata" Fuente    | 5 de abril | 15:00 |
| Morelia   | 1-1 | Guadalajara | Morelos                 | 5 de abril | 17:00 |
| Monterrey | 3-0 | Tecos       | Tecnológico             | 5 de abril | 17:00 |
| Atlas     | 1-0 | Chiapas     | Jalisco                 | 5 de abril | 20:45 |
| Atlante   | 3-1 | San Luis    | Neza 86                 | 6 de abril | 12:00 |
| Querétaro | 1-1 | América     | Corregidora             | 6 de abril | 12:00 |
| UNAM      | 1-1 | Pachuca     | Olímpico Universitario  | 6 de abril | 12:00 |
| Toluca    | 1-3 | Cruz Azul   | Nemesio Díez            | 6 de abril | 12:00 |
| Puebla    | 0-1 | Cuernavaca  | Cuauhtémoc              | 6 de abril | 16:00 |
| Necaxa    | 0-1 | Santos      | Olímpico Aguascalientes | 6 de abril | 16:00 |

| Cuernavaca  | 2-2 | Necaxa    | Mariano Matamoros       | 12 de abril | 15:00 |
| Chiapas     | 0-0 | Querétaro | Víctor Manuel Reyna     | 12 de abril | 15:00 |
| Tecos       | 3-0 | Toluca    | Tres de Marzo           | 12 de abril | 15:00 |
| Tigres      | 2-1 | Monterrey | Universitario           | 12 de abril | 17:00 |
| Cruz Azul   | 1-1 | Atlas     | Azul                    | 12 de abril | 17:00 |
| San Luis    | 2-4 | Morelia   | Alfonso Lastras Ramírez | 12 de abril | 19:00 |
| Guadalajara | 1-1 | UNAM      | Jalisco                 | 13 de abril | 12:00 |
| Pachuca     | 1-1 | Veracruz  | Hidalgo                 | 13 de abril | 12:00 |
| Santos      | 1-0 | Atlante   | Corona                  | 13 de abril | 16:00 |
| América     | 0-1 | Puebla    | Azteca                  | 13 de abril | 16:00 |

| Toluca    | 3-1 | Tigres      | Nemesio Díez           | 19 de abril | 15:00 |
| Veracruz  | 0-2 | Guadalajara | Luis "Pirata" Fuente   | 19 de abril | 15:00 |
| Morelia   | 4-0 | Santos      | Morelos                | 19 de abril | 17:00 |
| Monterrey | 3-2 | Pachuca     | Tecnológico            | 19 de abril | 17:00 |
| Atlas     | 2-0 | Tecos       | Jalisco                | 19 de abril | 20:45 |
| Atlante   | 4-1 | Necaxa      | Neza 86                | 20 de abril | 12:00 |
| Querétaro | 0-1 | Cruz Azul   | Corregidora            | 20 de abril | 12:00 |
| UNAM      | 2-2 | San Luis    | Olímpico Universitario | 20 de abril | 12:00 |
| Puebla    | 3-2 | Chiapas     | Cuauhtémoc             | 20 de abril | 14:00 |
| América   | 2-0 | Cuernavaca  | Azteca                 | 20 de abril | 16:00 |

| Chiapas     | 0-1 | América   | Víctor Manuel Reyna     | 26 de abril | 15:00 |
| Cuernavaca  | 1-1 | Atlante   | Mariano Matamoros       | 26 de abril | 15:00 |
| Tecos       | 0-0 | Querétaro | Tres de Marzo           | 26 de abril | 15:00 |
| Tigres      | 0-0 | Atlas     | Universitario           | 26 de abril | 17:00 |
| Cruz Azul   | 4-0 | Puebla    | Azul                    | 26 de abril | 17:00 |
| San Luis    | 0-3 | Veracruz  | Alfonso Lastras Ramírez | 26 de abril | 19:00 |
| Guadalajara | 1-1 | Monterrey | Jalisco                 | 27 de abril | 12:00 |
| Pachuca     | 0-1 | Toluca    | Hidalgo                 | 27 de abril | 12:00 |
| Santos      | 4-1 | UNAM      | Corona                  | 27 de abril | 16:00 |
| Necaxa      | 3-0 | Morelia   | Azteca                  | 27 de abril | 16:00 |

| Chiapas   | 0-1 | Cuernavaca  | Víctor Manuel Reyna    | 3 de mayo | 15:00 |
| Veracruz  | 1-0 | Santos      | Luis "Pirata" Fuente   | 3 de mayo | 15:00 |
| Toluca    | 3-2 | Guadalajara | Nemesio Díez           | 3 de mayo | 15:00 |
| Morelia   | 0-0 | Atlante     | Morelos                | 3 de mayo | 17:00 |
| Monterrey | 3-1 | San Luis    | Tecnológico            | 3 de mayo | 17:00 |
| Puebla    | 2-2 | Tecos       | Cuauhtémoc             | 3 de mayo | 19:00 |
| Atlas     | 1-0 | Pachuca     | Jalisco                | 3 de mayo | 20:45 |
| Querétaro | 0-2 | Tigres      | Corregidora            | 4 de mayo | 12:00 |
| UNAM      | 4-4 | Necaxa      | Olímpico Universitario | 4 de mayo | 12:00 |
| América   | 1-3 | Cruz Azul   | Azteca                 | 4 de mayo | 16:00 |

| Tigres      | 1-0 | Puebla     | Universitario           | 10 de mayo | 17:00 |
| Cruz Azul   | 0-1 | Chiapas    | Azul                    | 10 de mayo | 17:00 |
| Morelia     | 3-1 | Cuernavaca | Morelos                 | 10 de mayo | 17:00 |
| San Luis    | 2-3 | Toluca     | Alfonso Lastras Ramírez | 10 de mayo | 19:00 |
| Guadalajara | 1-3 | Atlas      | Jalisco                 | 11 de mayo | 12:00 |
| Atlante     | 3-1 | UNAM       | Neza 86                 | 11 de mayo | 12:00 |
| Pachuca     | 3-1 | Querétaro  | Hidalgo                 | 11 de mayo | 12:00 |
| Tecos       | 0-5 | América    | Tres de Marzo           | 11 de mayo | 16:00 |
| Necaxa      | 0-0 | Veracruz   | Azteca                  | 11 de mayo | 16:00 |
| Santos      | 1-2 | Monterrey  | Corona                  | 11 de mayo | 16:00 |

| Toluca     | 4-3 | Santos      | Nemesio Díez           | 17 de mayo | 17:00 |
| Puebla     | 1-1 | Pachuca     | Cuauhtémoc             | 17 de mayo | 17:00 |
| Cuernavaca | 0-0 | Cruz Azul   | Mariano Matamoros      | 17 de mayo | 17:00 |
| Querétaro  | 0-2 | Guadalajara | Corregidora            | 17 de mayo | 17:00 |
| Chiapas    | 1-0 | Tecos       | Víctor Manuel Reyna    | 17 de mayo | 17:00 |
| Veracruz   | 2-2 | Atlante     | Luis "Pirata" Fuente   | 17 de mayo | 17:00 |
| Monterrey  | 2-1 | Necaxa      | Tecnológico            | 17 de mayo | 17:00 |
| Atlas      | 1-1 | San Luis    | Jalisco                | 17 de mayo | 17:00 |
| América    | 0-1 | Tigres      | Azteca                 | 17 de mayo | 17:00 |
| UNAM       | 0-1 | Morelia     | Olímpico Universitario | 17 de mayo | 17:00 |

## Tabla general
| Pos. | Equipo        | Pts. | PJ | G  | E | P  | GF | GC | Dif. | Clasificación                   |
| ---- | ------------- | ---- | -- | -- | - | -- | -- | -- | ---- | ------------------------------- |
| 1    | Morelia       | 35   | 19 | 10 | 5 | 4  | 34 | 20 | +14  | Cuartos de final de la liguilla |
| 2    | Atlante       | 34   | 19 | 10 | 4 | 5  | 39 | 26 | +13  | Cuartos de final de la liguilla |
| 3    | Monterrey (C) | 34   | 19 | 9  | 7 | 3  | 31 | 22 | +9   | Cuartos de final de la liguilla |
| 4    | Tigres        | 34   | 19 | 10 | 4 | 5  | 25 | 22 | +3   | Cuartos de final de la liguilla |
| 5    | Toluca        | 33   | 19 | 10 | 3 | 6  | 40 | 30 | +10  | Cuartos de final de la liguilla |
| 6    | Atlas         | 32   | 19 | 8  | 8 | 3  | 29 | 20 | +9   | Cuartos de final de la liguilla |
| 7    | Veracruz      | 32   | 19 | 9  | 5 | 5  | 23 | 18 | +5   | Cuartos de final de la liguilla |
| 8    | Guadalajara   | 31   | 19 | 8  | 7 | 4  | 32 | 24 | +8   | Reclasificación a liguilla      |
| 9    | Santos        | 30   | 19 | 9  | 3 | 7  | 30 | 24 | +6   |                                 |
| 10   | América       | 29   | 19 | 8  | 5 | 6  | 29 | 20 | +9   |                                 |
| 11   | Cruz Azul     | 24   | 19 | 5  | 9 | 5  | 24 | 24 | 0    | Reclasificación a liguilla      |
| 12   | Necaxa        | 23   | 19 | 6  | 5 | 8  | 25 | 24 | +1   |                                 |
| 13   | Colibríes (D) | 23   | 19 | 6  | 5 | 8  | 24 | 27 | −3   | Descenso de categoría           |
| 14   | Pachuca       | 21   | 19 | 4  | 9 | 6  | 21 | 23 | −2   |                                 |
| 15   | UNAM          | 20   | 19 | 4  | 8 | 7  | 25 | 35 | −10  |                                 |
| 16   | San Luis      | 20   | 19 | 5  | 5 | 9  | 25 | 38 | −13  |                                 |
| 17   | Chiapas       | 19   | 19 | 5  | 4 | 10 | 15 | 26 | −11  |                                 |
| 18   | Querétaro     | 17   | 19 | 3  | 8 | 8  | 13 | 23 | −10  |                                 |
| 19   | Puebla        | 16   | 19 | 4  | 4 | 11 | 15 | 31 | −16  |                                 |
| 20   | Tecos UAG     | 7    | 19 | 1  | 4 | 14 | 15 | 37 | −22  |                                 |

 Fuente: Torneo Clausura 2003

### Grupos

#### Grupo 1
| Pos. | Equipo        | Pts. | PJ | G  | E | P  | GF | GC | Dif. | Clasificación                   |
| ---- | ------------- | ---- | -- | -- | - | -- | -- | -- | ---- | ------------------------------- |
| 1    | Toluca        | 33   | 19 | 10 | 3 | 6  | 40 | 30 | +10  | Cuartos de final de la liguilla |
| 2    | Atlas         | 32   | 19 | 8  | 8 | 3  | 29 | 20 | +9   | Cuartos de final de la liguilla |
| 3    | América       | 29   | 19 | 8  | 5 | 6  | 29 | 20 | +9   |                                 |
| 4    | Colibríes (D) | 23   | 19 | 6  | 5 | 8  | 24 | 27 | −3   | Descenso de categoría           |
| 5    | Puebla        | 16   | 19 | 4  | 4 | 11 | 15 | 31 | −16  |                                 |

 Fuente: Torneo Clausura 2003

#### Grupo 2
| Pos. | Equipo        | Pts. | PJ | G  | E | P  | GF | GC | Dif. | Clasificación                   |
| ---- | ------------- | ---- | -- | -- | - | -- | -- | -- | ---- | ------------------------------- |
| 1    | Monterrey (C) | 34   | 19 | 9  | 7 | 3  | 31 | 22 | +9   | Cuartos de final de la liguilla |
| 2    | Tigres        | 34   | 19 | 10 | 4 | 5  | 25 | 22 | +3   | Cuartos de final de la liguilla |
| 3    | Pachuca       | 21   | 19 | 4  | 9 | 6  | 21 | 23 | −2   |                                 |
| 4    | UNAM          | 20   | 19 | 4  | 8 | 7  | 25 | 35 | −10  |                                 |
| 5    | Tecos UAG     | 7    | 19 | 1  | 4 | 14 | 15 | 37 | −22  |                                 |

 Fuente: Torneo Clausura 2003

#### Grupo 3
| Pos. | Equipo    | Pts. | PJ | G  | E | P  | GF | GC | Dif. | Clasificación                   |
| ---- | --------- | ---- | -- | -- | - | -- | -- | -- | ---- | ------------------------------- |
| 1    | Morelia   | 35   | 19 | 10 | 5 | 4  | 34 | 20 | +14  | Cuartos de final de la liguilla |
| 2    | Cruz Azul | 24   | 19 | 5  | 9 | 5  | 24 | 24 | 0    | Reclasificación a liguilla      |
| 3    | Necaxa    | 23   | 19 | 6  | 5 | 8  | 25 | 24 | +1   |                                 |
| 4    | San Luis  | 20   | 19 | 5  | 5 | 9  | 25 | 38 | −13  |                                 |
| 5    | Chiapas   | 19   | 19 | 5  | 4 | 10 | 15 | 26 | −11  |                                 |

 Fuente: Torneo Clausura 2003

#### Grupo 4
| Pos. | Equipo      | Pts. | PJ | G  | E | P | GF | GC | Dif. | Clasificación                   |
| ---- | ----------- | ---- | -- | -- | - | - | -- | -- | ---- | ------------------------------- |
| 1    | Atlante     | 34   | 19 | 10 | 4 | 5 | 39 | 26 | +13  | Cuartos de final de la liguilla |
| 2    | Veracruz    | 32   | 19 | 9  | 5 | 5 | 23 | 18 | +5   | Cuartos de final de la liguilla |
| 3    | Guadalajara | 31   | 19 | 8  | 7 | 4 | 32 | 24 | +8   | Reclasificación a liguilla      |
| 4    | Santos      | 30   | 19 | 9  | 3 | 7 | 30 | 24 | +6   |                                 |
| 5    | Querétaro   | 17   | 19 | 3  | 8 | 8 | 13 | 23 | −10  |                                 |

 Fuente: Torneo Clausura 2003

## Tabla de cocientes
| Posición | Equipo      | I-2000 | V-2001 | I-2001 | V-2002 | A-2002 | C-2003 | Puntos | Juegos | Cociente |
| -------- | ----------- | ------ | ------ | ------ | ------ | ------ | ------ | ------ | ------ | -------- |
| 1        | Toluca      | 30     | 17     | 32     | 35     | 41     | 33     | 188    | 108    | 1.7407   |
| 2        | América     | 26     | 28     | 24     | 27     | 43     | 29     | 177    | 108    | 1.6389   |
| 3        | Tigres      | 24     | 27     | 36     | 27     | 23     | 34     | 171    | 108    | 1.5833   |
| 4        | Morelia     | 27     | 23     | 19     | 29     | 32     | 35     | 166    | 108    | 1.5370   |
| 5        | Santos      | 26     | 28     | 24     | 31     | 26     | 30     | 165    | 108    | 1.5278   |
| 6        | Cruz Azul   | 33     | 22     | 30     | 27     | 28     | 24     | 164    | 108    | 1.5185   |
| 7        | Atlante     | –      | –      | 26     | 20     | 25     | 34     | 105    | 74     | 1.4189   |
| 8        | Atlas       | 25     | 22     | 21     | 30     | 22     | 32     | 152    | 108    | 1.4074   |
| 9        | Necaxa      | 28     | 19     | 27     | 27     | 26     | 23     | 150    | 108    | 1.3889   |
| 10       | Monterrey   | 20     | 28     | 20     | 20     | 22     | 34     | 144    | 108    | 1.3333   |
| 11       | UNAM        | 19     | 22     | 17     | 32     | 33     | 20     | 143    | 108    | 1.3241   |
| 12       | Pachuca     | 28     | 25     | 32     | 22     | 15     | 21     | 143    | 108    | 1.3241   |
| 13       | Veracruz    | –      | –      | –      | –      | 18     | 32     | 50     | 38     | 1.3158   |
| 14       | Guadalajara | 14     | 22     | 26     | 22     | 27     | 31     | 142    | 108    | 1.3148   |
| 15       | Querétaro   | –      | –      | 19     | 37     | 23     | 17     | 96     | 74     | 1.2973   |
| 16       | San Luis    | –      | –      | –      | –      | 24     | 20     | 44     | 38     | 1.1579   |
| 17       | Tecos       | 25     | 25     | 19     | 14     | 29     | 7      | 119    | 108    | 1.1019   |
| 18       | Chiapas     | 25     | 13     | 19     | 24     | 16     | 19     | 116    | 108    | 1.0741   |
| 19       | Puebla      | 16     | 27     | 23     | 11     | 22     | 16     | 115    | 108    | 1.0648   |
| 20       | Cuernavaca  | 13     | 18     | 19     | 20     | 21     | 23     | 114    | 108    | 1.0556   |

     Descendido a la Primera A.

## Estadísticas

### Goleadores
| Pos. | Jugador                | Equipo      | Goles | Goles Penal | Frecuencia |
| ---- | ---------------------- | ----------- | ----- | ----------- | ---------- |
| 1.º  | José Saturnino Cardozo | Toluca      | 22    | 5           | 77.04      |
| 2.º  | Sebastián González     | Atlante     | 16    | 2           | 79.00      |
| 3.º  | Reinaldo Navia         | Morelia     | 13    | 2           | 117.00     |
| 4.º  | Jared Borgetti         | Santos      | 11    | 1           | 147.45     |
| 5.º  | Omar Bravo             | Guadalajara | 10    | 0           | 141.36     |
| 6.º  | Luis Gabriel Rey       | Atlante     | 9     | 0           | 157.77     |
| 7.º  | Walter Gaitan          | Tigres      | 8     | 1           | 161.75     |
| 7.º  | Sebastián Abreu        | Cruz Azul   | 8     | 1           | 75.75      |
| 7.º  | Juan Carlos Cacho      | Cruz Azul   | 8     | 1           | 120.87     |
| 7.º  | Claudinho              | Cuernavaca  | 8     | 0           | 201.87     |
| 7.º  | Alex Fernandes         | Monterrey   | 8     | 0           | 185.25     |

### Máximos Asistentes
| Pos. | Jugador                | Equipo    |   | Minutos |
| ---- | ---------------------- | --------- | - | ------- |
| 1.º  | Rodrigo Ruiz           | S. Laguna | 7 | 1660    |
| 2.º  | José Saturnino Cardozo | Toluca    | 7 | 1694    |
| 3.º  | Jesús Arellano         | Monterrey | 6 | 1064    |
| 4.º  | Francisco Palencia     | Cruz Azul | 4 | 1320    |
| 4.º  | Braulio Luna           | Necaxa    | 4 | 1608    |
| 4.º  | Cuauhtémoc Blanco      | América   | 4 | 1399    |
| 4.º  | Roberto Silva          | San Luis  | 4 | 1259    |

### Porteros menos goleados
| Pos. | Jugador              | Equipo    | Minutos | Goles | Promedio |
| ---- | -------------------- | --------- | ------- | ----- | -------- |
| 1.º  | José de Jesús Corona | Atlas     | 1350    | 14    | 0.93     |
| 2°   | Damián Grosso        | Veracruz  | 1710    | 18    | 0.95     |
| 3.º  | Moisés Muñoz         | Morelia   | 1260    | 12    | 0.86     |
| 4.º  | Adolfo Rios          | América   | 1530    | 17    | 1.00     |
| 5.º  | Miguel Calero        | Pachuca   | 1530    | 18    | 1.06     |
| 6.º  | Erubey Cabuto        | Querétaro | 1530    | 18    | 1.06     |
| 7.º  | Adrián Martínez      | San Luis  | 1710    | 24    | 1.26     |
| 7.º  | Oswaldo Sánchez      | Chivas    | 1710    | 24    | 1.26     |

### Clasificación Juego Limpio
| Lugar                                | Club                                 | Tarjeta amarilla | Segunda tarjeta amarilla y expulsión · Segunda tarjeta amarilla y expulsión | Tarjeta roja directa | Puntos   |
| ------------------------------------ | ------------------------------------ | ---------------- | --------------------------------------------------------------------------- | -------------------- | -------- |
| 1                                    | Cuernavaca                           | 38               | 1                                                                           | 0                    | 40       |
| 2                                    | Atlas                                | 31               | 1                                                                           | 4                    | 46       |
| 3                                    | Querétaro                            | 40               | 1                                                                           | 3                    | 52       |
| 4                                    | Morelia                              | 51               | 0                                                                           | 1                    | 54       |
| 5                                    | Puebla                               | 51               | 1                                                                           | 1                    | 57       |
| 6                                    | UNAM                                 | 44               | 0                                                                           | 5                    | 59       |
| 7                                    | Santos                               | 48               | 0                                                                           | 4                    | 60       |
| 8                                    | América                              | 49               | 3                                                                           | 1                    | 61       |
| 9                                    | Tigres                               | 47               | 1                                                                           | 4                    | 62       |
| 10                                   | Toluca                               | 48               | 3                                                                           | 2                    | 63       |
| 11                                   | Chiapas                              | 50               | 2                                                                           | 3                    | 65       |
| 12                                   | Pachuca                              | 44               | 5                                                                           | 2                    | 65       |
| 13                                   | Veracruz                             | 54               | 1                                                                           | 3                    | 66       |
| 14                                   | Necaxa                               | 54               | 2                                                                           | 2                    | 66       |
| 15                                   | Cruz Azul                            | 52               | 4                                                                           | 1                    | 67       |
| 16                                   | Guadalajara                          | 57               | 1                                                                           | 3                    | 69       |
| 17                                   | San Luis                             | 63               | 0                                                                           | 3                    | 72       |
| 18                                   | Tecos                                | 63               | 2                                                                           | 1                    | 72       |
| 19                                   | Atlante                              | 58               | 4                                                                           | 3                    | 79       |
| 20                                   | Monterrey                            | 60               | 1                                                                           | 7                    | 84       |
| Primera Tarjeta Amarilla             | Primera Tarjeta Amarilla             | 1 punto          | 1 punto                                                                     | 1 punto              | 1 punto  |
| Segunda Tarjeta Amarilla y Expulsión | Segunda Tarjeta Amarilla y Expulsión | 3 puntos         | 3 puntos                                                                    | 3 puntos             | 3 puntos |
| Tarjeta Roja Directa                 | Tarjeta Roja Directa                 | 3 puntos         | 3 puntos                                                                    | 3 puntos             | 3 puntos |

## Liguilla
|  | Reclasificación                                      | Reclasificación                                      | Reclasificación                                      | Reclasificación                                      | Reclasificación                                      |   |   | Cuartos de final                                                       | Cuartos de final                                                       | Cuartos de final                                                       | Cuartos de final                                                       | Cuartos de final                                                       |   |   | Semifinales                                          | Semifinales                                          | Semifinales                                          | Semifinales                                          | Semifinales                                          |   |  | Final                                                  | Final                                                  | Final                                                  | Final                                                  | Final                                                  |  |
|  | 22 de mayo de 2003 (ida) 25 de mayo de 2003 (vuelta) | 22 de mayo de 2003 (ida) 25 de mayo de 2003 (vuelta) | 22 de mayo de 2003 (ida) 25 de mayo de 2003 (vuelta) | 22 de mayo de 2003 (ida) 25 de mayo de 2003 (vuelta) | 22 de mayo de 2003 (ida) 25 de mayo de 2003 (vuelta) |   |   | 28 y 29 de mayo de 2003 (ida) 31 de mayo y 1 de junio de 2003 (vuelta) | 28 y 29 de mayo de 2003 (ida) 31 de mayo y 1 de junio de 2003 (vuelta) | 28 y 29 de mayo de 2003 (ida) 31 de mayo y 1 de junio de 2003 (vuelta) | 28 y 29 de mayo de 2003 (ida) 31 de mayo y 1 de junio de 2003 (vuelta) | 28 y 29 de mayo de 2003 (ida) 31 de mayo y 1 de junio de 2003 (vuelta) |   |   | 4 de junio de 2003 (ida) 7 de junio de 2003 (vuelta) | 4 de junio de 2003 (ida) 7 de junio de 2003 (vuelta) | 4 de junio de 2003 (ida) 7 de junio de 2003 (vuelta) | 4 de junio de 2003 (ida) 7 de junio de 2003 (vuelta) | 4 de junio de 2003 (ida) 7 de junio de 2003 (vuelta) |   |  | 11 de junio de 2003 (ida) 14 de junio de 2003 (vuelta) | 11 de junio de 2003 (ida) 14 de junio de 2003 (vuelta) | 11 de junio de 2003 (ida) 14 de junio de 2003 (vuelta) | 11 de junio de 2003 (ida) 14 de junio de 2003 (vuelta) | 11 de junio de 2003 (ida) 14 de junio de 2003 (vuelta) |  |
|  |                                                      |                                                      |                                                      |                                                      |                                                      |   |   |                                                                        |                                                                        |                                                                        |                                                                        |                                                                        |   |   |                                                      |                                                      |                                                      |                                                      |                                                      |   |  |                                                        |                                                        |                                                        |                                                        |                                                        |  |
|  |                                                      |                                                      |                                                      |                                                      |                                                      |   |   |                                                                        |                                                                        |                                                                        |                                                                        |                                                                        |   |   |                                                      |                                                      |                                                      |                                                      |                                                      |   |  |                                                        |                                                        |                                                        |                                                        |                                                        |  |
|  |                                                      |                                                      |                                                      |                                                      |                                                      |   |   |                                                                        |                                                                        |                                                                        |                                                                        |                                                                        |   |   |                                                      |                                                      |                                                      |                                                      |                                                      |   |  |                                                        |                                                        |                                                        |                                                        |                                                        |  |
|  |                                                      |                                                      |                                                      |                                                      |                                                      |   |   |                                                                        |                                                                        |                                                                        |                                                                        |                                                                        |   |   |                                                      |                                                      |                                                      |                                                      |                                                      |   |  |                                                        |                                                        |                                                        |                                                        |                                                        |  |
|  |                                                      |                                                      |                                                      |                                                      |                                                      |   |   |                                                                        |                                                                        |                                                                        |                                                                        |                                                                        |   |   |                                                      |                                                      |                                                      |                                                      |                                                      |   |  |                                                        |                                                        |                                                        |                                                        |                                                        |  |
|  |                                                      | 1                                                    | Morelia                                              | 1                                                    | 4                                                    | 5 |   |                                                                        |                                                                        |                                                                        |                                                                        |                                                                        |   |   |                                                      |                                                      |                                                      |                                                      |                                                      |   |  |                                                        |                                                        |                                                        |                                                        |                                                        |  |
|  |                                                      |                                                      |                                                      |                                                      |                                                      | 5 |   |                                                                        |                                                                        |                                                                        |                                                                        |                                                                        |   |   |                                                      |                                                      |                                                      |                                                      |                                                      |   |  |                                                        |                                                        |                                                        |                                                        |                                                        |  |
|  |                                                      |                                                      | 8                                                    | Guadalajara                                          | 1                                                    | 2 | 3 |                                                                        |                                                                        |                                                                        |                                                                        |                                                                        |   |   |                                                      |                                                      |                                                      |                                                      |                                                      |   |  |                                                        |                                                        |                                                        |                                                        |                                                        |  |
|  | 8                                                    | Guadalajara (*)                                      | 8                                                    | Guadalajara                                          | 1                                                    | 2 | 3 | 1                                                                      | 4                                                                      | 5                                                                      |                                                                        |                                                                        |   |   |                                                      |                                                      |                                                      |                                                      |                                                      |   |  |                                                        |                                                        |                                                        |                                                        |                                                        |  |
|  | 8                                                    | Guadalajara (*)                                      |                                                      |                                                      |                                                      |   |   |                                                                        |                                                                        | 5                                                                      |                                                                        |                                                                        |   |   |                                                      |                                                      |                                                      |                                                      |                                                      |   |  |                                                        |                                                        |                                                        |                                                        |                                                        |  |
|  | 11                                                   | Cruz Azul                                            | 4                                                    | 1                                                    | 5                                                    |   |   |                                                                        |                                                                        |                                                                        |                                                                        |                                                                        |   |   |                                                      |                                                      |                                                      |                                                      |                                                      |   |  |                                                        |                                                        |                                                        |                                                        |                                                        |  |
|  | 11                                                   | Cruz Azul                                            | 4                                                    | 1                                                    | 5                                                    |   |   |                                                                        |                                                                        |                                                                        |                                                                        |                                                                        |   | 1 | Morelia                                              | 0                                                    | 2                                                    | 2                                                    |                                                      |   |  |                                                        |                                                        |                                                        |                                                        |                                                        |  |
|  |                                                      |                                                      |                                                      |                                                      |                                                      |   |   |                                                                        |                                                                        |                                                                        |                                                                        |                                                                        |   | 1 | Morelia                                              | 0                                                    | 2                                                    | 2                                                    |                                                      |   |  |                                                        |                                                        |                                                        |                                                        |                                                        |  |
|  |                                                      |                                                      | 7                                                    | Veracruz                                             | 1                                                    | 0 | 1 |                                                                        |                                                                        |                                                                        |                                                                        |                                                                        |   |   |                                                      |                                                      |                                                      |                                                      |                                                      |   |  |                                                        |                                                        |                                                        |                                                        |                                                        |  |
|  |                                                      |                                                      | 7                                                    | Veracruz                                             | 1                                                    | 0 | 1 |                                                                        |                                                                        |                                                                        |                                                                        |                                                                        |   |   |                                                      |                                                      |                                                      |                                                      |                                                      |   |  |                                                        |                                                        |                                                        |                                                        |                                                        |  |
|  |                                                      |                                                      |                                                      |                                                      |                                                      |   |   |                                                                        |                                                                        |                                                                        |                                                                        |                                                                        |   |   |                                                      |                                                      |                                                      |                                                      |                                                      |   |  |                                                        |                                                        |                                                        |                                                        |                                                        |  |
|  |                                                      |                                                      |                                                      |                                                      |                                                      |   |   |                                                                        |                                                                        |                                                                        |                                                                        |                                                                        |   |   |                                                      |                                                      |                                                      |                                                      |                                                      |   |  |                                                        |                                                        |                                                        |                                                        |                                                        |  |
|  |                                                      | 2                                                    | Atlante                                              | 1                                                    | 0                                                    | 1 |   |                                                                        |                                                                        |                                                                        |                                                                        |                                                                        |   |   |                                                      |                                                      |                                                      |                                                      |                                                      |   |  |                                                        |                                                        |                                                        |                                                        |                                                        |  |
|  |                                                      |                                                      |                                                      |                                                      |                                                      | 1 |   |                                                                        |                                                                        |                                                                        |                                                                        |                                                                        |   |   |                                                      |                                                      |                                                      |                                                      |                                                      |   |  |                                                        |                                                        |                                                        |                                                        |                                                        |  |
|  |                                                      |                                                      | 7                                                    | Veracruz                                             | 1                                                    | 1 | 2 |                                                                        |                                                                        |                                                                        |                                                                        |                                                                        |   |   |                                                      |                                                      |                                                      |                                                      |                                                      |   |  |                                                        |                                                        |                                                        |                                                        |                                                        |  |
|  |                                                      |                                                      | 7                                                    | Veracruz                                             | 1                                                    | 1 | 2 |                                                                        |                                                                        |                                                                        |                                                                        |                                                                        |   |   |                                                      |                                                      |                                                      |                                                      |                                                      |   |  |                                                        |                                                        |                                                        |                                                        |                                                        |  |
|  |                                                      |                                                      |                                                      |                                                      |                                                      |   |   |                                                                        |                                                                        |                                                                        |                                                                        |                                                                        |   |   |                                                      |                                                      |                                                      |                                                      |                                                      |   |  |                                                        |                                                        |                                                        |                                                        |                                                        |  |
|  |                                                      |                                                      |                                                      |                                                      |                                                      |   |   |                                                                        |                                                                        |                                                                        |                                                                        |                                                                        |   |   |                                                      |                                                      |                                                      |                                                      |                                                      |   |  |                                                        |                                                        |                                                        |                                                        |                                                        |  |
|  |                                                      |                                                      |                                                      |                                                      |                                                      |   |   |                                                                        |                                                                        |                                                                        |                                                                        |                                                                        |   |   |                                                      | 1                                                    | Morelia                                              | 1                                                    | 0                                                    | 1 |  |                                                        |                                                        |                                                        |                                                        |                                                        |  |
|  |                                                      |                                                      |                                                      |                                                      |                                                      |   |   |                                                                        |                                                                        |                                                                        |                                                                        |                                                                        |   |   |                                                      |                                                      |                                                      |                                                      |                                                      | 1 |  |                                                        |                                                        |                                                        |                                                        |                                                        |  |
|  |                                                      |                                                      | 3                                                    | Monterrey                                            | 3                                                    | 0 | 3 |                                                                        |                                                                        |                                                                        |                                                                        |                                                                        |   |   |                                                      |                                                      |                                                      |                                                      |                                                      |   |  |                                                        |                                                        |                                                        |                                                        |                                                        |  |
|  |                                                      |                                                      | 3                                                    | Monterrey                                            | 3                                                    | 0 | 3 |                                                                        |                                                                        |                                                                        |                                                                        |                                                                        |   |   |                                                      |                                                      |                                                      |                                                      |                                                      |   |  |                                                        |                                                        |                                                        |                                                        |                                                        |  |
|  |                                                      |                                                      |                                                      |                                                      |                                                      |   |   |                                                                        |                                                                        |                                                                        |                                                                        |                                                                        |   |   |                                                      |                                                      |                                                      |                                                      |                                                      |   |  |                                                        |                                                        |                                                        |                                                        |                                                        |  |
|  |                                                      |                                                      |                                                      |                                                      |                                                      |   |   |                                                                        |                                                                        |                                                                        |                                                                        |                                                                        |   |   |                                                      |                                                      |                                                      |                                                      |                                                      |   |  |                                                        |                                                        |                                                        |                                                        |                                                        |  |
|  |                                                      | 3                                                    | Monterrey                                            | 2                                                    | 3                                                    | 5 |   |                                                                        |                                                                        |                                                                        |                                                                        |                                                                        |   |   |                                                      |                                                      |                                                      |                                                      |                                                      |   |  |                                                        |                                                        |                                                        |                                                        |                                                        |  |
|  |                                                      |                                                      |                                                      |                                                      |                                                      | 5 |   |                                                                        |                                                                        |                                                                        |                                                                        |                                                                        |   |   |                                                      |                                                      |                                                      |                                                      |                                                      |   |  |                                                        |                                                        |                                                        |                                                        |                                                        |  |
|  |                                                      |                                                      | 6                                                    | Atlas                                                | 2                                                    | 2 | 4 |                                                                        |                                                                        |                                                                        |                                                                        |                                                                        |   |   |                                                      |                                                      |                                                      |                                                      |                                                      |   |  |                                                        |                                                        |                                                        |                                                        |                                                        |  |
|  |                                                      |                                                      | 6                                                    | Atlas                                                | 2                                                    | 2 | 4 |                                                                        |                                                                        |                                                                        |                                                                        |                                                                        |   |   |                                                      |                                                      |                                                      |                                                      |                                                      |   |  |                                                        |                                                        |                                                        |                                                        |                                                        |  |
|  |                                                      |                                                      |                                                      |                                                      |                                                      |   |   |                                                                        |                                                                        |                                                                        |                                                                        |                                                                        |   |   |                                                      |                                                      |                                                      |                                                      |                                                      |   |  |                                                        |                                                        |                                                        |                                                        |                                                        |  |
|  |                                                      |                                                      |                                                      |                                                      |                                                      |   |   |                                                                        |                                                                        |                                                                        |                                                                        |                                                                        |   |   |                                                      |                                                      |                                                      |                                                      |                                                      |   |  |                                                        |                                                        |                                                        |                                                        |                                                        |  |
|  |                                                      |                                                      |                                                      |                                                      |                                                      |   |   |                                                                        | 3                                                                      | Monterrey                                                              | 4                                                                      | 1                                                                      | 5 |   |                                                      |                                                      |                                                      |                                                      |                                                      |   |  |                                                        |                                                        |                                                        |                                                        |                                                        |  |
|  |                                                      |                                                      |                                                      |                                                      |                                                      |   |   |                                                                        |                                                                        |                                                                        |                                                                        |                                                                        | 5 |   |                                                      |                                                      |                                                      |                                                      |                                                      |   |  |                                                        |                                                        |                                                        |                                                        |                                                        |  |
|  |                                                      |                                                      | 4                                                    | Tigres                                               | 1                                                    | 2 | 3 |                                                                        |                                                                        |                                                                        |                                                                        |                                                                        |   |   |                                                      |                                                      |                                                      |                                                      |                                                      |   |  |                                                        |                                                        |                                                        |                                                        |                                                        |  |
|  |                                                      |                                                      | 4                                                    | Tigres                                               | 1                                                    | 2 | 3 |                                                                        |                                                                        |                                                                        |                                                                        |                                                                        |   |   |                                                      |                                                      |                                                      |                                                      |                                                      |   |  |                                                        |                                                        |                                                        |                                                        |                                                        |  |
|  |                                                      |                                                      |                                                      |                                                      |                                                      |   |   |                                                                        |                                                                        |                                                                        |                                                                        |                                                                        |   |   |                                                      |                                                      |                                                      |                                                      |                                                      |   |  |                                                        |                                                        |                                                        |                                                        |                                                        |  |
|  |                                                      |                                                      |                                                      |                                                      |                                                      |   |   |                                                                        |                                                                        |                                                                        |                                                                        |                                                                        |   |   |                                                      |                                                      |                                                      |                                                      |                                                      |   |  |                                                        |                                                        |                                                        |                                                        |                                                        |  |
|  |                                                      | 4                                                    | Tigres                                               | 2                                                    | 2                                                    | 4 |   |                                                                        |                                                                        |                                                                        |                                                                        |                                                                        |   |   |                                                      |                                                      |                                                      |                                                      |                                                      |   |  |                                                        |                                                        |                                                        |                                                        |                                                        |  |
|  |                                                      |                                                      |                                                      |                                                      |                                                      | 4 |   |                                                                        |                                                                        |                                                                        |                                                                        |                                                                        |   |   |                                                      |                                                      |                                                      |                                                      |                                                      |   |  |                                                        |                                                        |                                                        |                                                        |                                                        |  |
|  |                                                      |                                                      | 5                                                    | Toluca                                               | 1                                                    | 2 | 3 |                                                                        |                                                                        |                                                                        |                                                                        |                                                                        |   |   |                                                      |                                                      |                                                      |                                                      |                                                      |   |  |                                                        |                                                        |                                                        |                                                        |                                                        |  |
|  |                                                      |                                                      | 5                                                    | Toluca                                               | 1                                                    | 2 | 3 |                                                                        |                                                                        |                                                                        |                                                                        |                                                                        |   |   |                                                      |                                                      |                                                      |                                                      |                                                      |   |  |                                                        |                                                        |                                                        |                                                        |                                                        |  |
|  |                                                      |                                                      |                                                      |                                                      |                                                      |   |   |                                                                        |                                                                        |                                                                        |                                                                        |                                                                        |   |   |                                                      |                                                      |                                                      |                                                      |                                                      |   |  |                                                        |                                                        |                                                        |                                                        |                                                        |  |
|  |                                                      |                                                      |                                                      |                                                      |                                                      |   |   |                                                                        |                                                                        |                                                                        |                                                                        |                                                                        |   |   |                                                      |                                                      |                                                      |                                                      |                                                      |   |  |                                                        |                                                        |                                                        |                                                        |                                                        |  |
|  |                                                      |                                                      |                                                      |                                                      |                                                      |   |   |                                                                        |                                                                        |                                                                        |                                                                        |                                                                        |   |   |                                                      |                                                      |                                                      |                                                      |                                                      |   |  |                                                        |                                                        |                                                        |                                                        |                                                        |  |
|  |                                                      |                                                      |                                                      |                                                      |                                                      |   |   |                                                                        |                                                                        |                                                                        |                                                                        |                                                                        |   |   |                                                      |                                                      |                                                      |                                                      |                                                      |   |  |                                                        |                                                        |                                                        |                                                        |                                                        |  |

- (*) Avanza por su posición en la tabla

### Reclasificación
| 22 de mayo de 2003, 20:00 | Cruz Azul                                         | 4:1 (3:1) | Guadalajara | Estadio Azul, México, D. F.         |                                     |
|                           | Cacho 8' 85' · A. Corona 9' · Palencia 37' (pen.) | Reporte   | Bravo 27'   | Árbitro(s): Marco Antonio Rodríguez | Árbitro(s): Marco Antonio Rodríguez |

| 25 de mayo de 2003, 12:00                                        | Guadalajara                                                 | 4:1 (3:1) | Cruz Azul           | Estadio Jalisco, Guadalajara |                              |
|                                                                  | Sánchez 14' · Bravo 39' (pen.) · García 45' · J. García 60' | Reporte   | Palencia 11' (pen.) | Árbitro(s): José Abramo Lira | Árbitro(s): José Abramo Lira |
| Guadalajara avanzó a la Liguilla por posición en la tabla (5:5). |                                                             |           |                     |                              |                              |

### Cuartos de final
| 28 de mayo de 2003, 14:45 | Guadalajara     | 1:1 (1:1) | Morelia     | Estadio Jalisco, Guadalajara |                             |
|                           | Mora 25' (pen.) | Reporte   | Saavedra 7' | Árbitro(s): Gilberto Alcalá  | Árbitro(s): Gilberto Alcalá |

| 31 de mayo de 2003, 20:30           | Morelia                                               | 4:2 (2:1) | Guadalajara           | Estadio Morelos, Morelia            |                                     |
|                                     | Bautista 14' · Palacios 43' · Navia 82' · Íñiguez 90' | Reporte   | Mora 19' · Medina 83' | Árbitro(s): Marco Antonio Rodríguez | Árbitro(s): Marco Antonio Rodríguez |
| Morelia avanzó a Semifinales (5:3). |                                                       |           |                       |                                     |                                     |

| 28 de mayo de 2003, 17:00 | Toluca     | 1:2 (0:0) | Tigres         | Estadio Nemesio Díez, Toluca |                              |
|                           | Valdez 70' |           | Kléber 50' 89' | Árbitro(s): Germán Arredondo | Árbitro(s): Germán Arredondo |

| 31 de mayo de 2003, 20:00          | Tigres                          | 2:2 (2:0) | Toluca                   | Estadio Universitario, San Nicolás de los Garza               |                                                               |
|                                    | Mineiro 10' · Kléber 24' (pen.) | Reporte   | Cardozo 68' · Franco 71' | Asistencia: 42,000 espectadores Árbitro(s): Felipe Ramos Rizo | Asistencia: 42,000 espectadores Árbitro(s): Felipe Ramos Rizo |
| Tigres avanzó a Semifinales (4:3). |                                 |           |                          |                                                               |                                                               |

| 28 de mayo de 2003, 21:00 | Atlas                | 1:1 (0:1) | Monterrey        | Estadio Jalisco, Guadalajara                              |                                                           |
|                           | Rodríguez 54' (pen.) | Reporte   | I. Rodríguez 34' | Asistencia: 32,000 espectadores Árbitro(s): Manuel Glower | Asistencia: 32,000 espectadores Árbitro(s): Manuel Glower |

| 31 de mayo de 2003, 17:00             | Monterrey                   | 3:2 (2:0) | Atlas                      | Estadio Tecnológico, Monterrey                                |                                                               |
|                                       | Franco 16' 35' · Huitón 72' | Reporte   | Rodríguez 49' · García 62' | Asistencia: 35,000 espectadores Árbitro(s): Armando Archundia | Asistencia: 35,000 espectadores Árbitro(s): Armando Archundia |
| Monterrey avanzó a Semifinales (4:3). |                             |           |                            |                                                               |                                                               |

| 29 de mayo de 2003, 17:00 | Veracruz      | 1:1 (0:1) | Atlante | Estadio Luis "Pirata" Fuente, Veracruz |                                        |
|                           | Gutiérrez 67' | Reporte   | Rey 33' | Árbitro(s): Jorge Eduardo Gasso Flores | Árbitro(s): Jorge Eduardo Gasso Flores |

| 1 de junio de 2003, 12:00            | Atlante | 0:1 (0:0) | Veracruz             | Estadio Neza 86, Nezahualcóyotl |                              |
|                                      |         | Reporte   | Hernández 51' (pen.) | Árbitro(s): José Abramo Lira    | Árbitro(s): José Abramo Lira |
| Veracruz avanzó a Semifinales (2:1). |         |           |                      |                                 |                              |

### Semifinales
| 4 de junio de 2003, 17:00 | Veracruz         | 1:0 (1:0) | Morelia | Estadio Luis "Pirata" Fuente, Veracruz |                               |
|                           | M. Rodríguez 20' | Reporte   |         | Árbitro(s): Felipe Ramos Rizo          | Árbitro(s): Felipe Ramos Rizo |

| 7 de junio de 2003, 20:30        | Morelia          | 2:0 (1:0) | Veracruz | Estadio Morelos, Morelia      |                               |
|                                  | Bautista 10' 65' | Reporte   |          | Árbitro(s): Armando Archundia | Árbitro(s): Armando Archundia |
| Morelia avanzó a la Final (2:1). |                  |           |          |                               |                               |

| 4 de junio de 2003, 20:45                   | Tigres     | 1:4 (1:1) | Monterrey                                  | Estadio Universitario, San Nicolás de los Garza             |                                                             |
|                                             | Kléber 29' | Reporte   | Franco 39' 50' · Arellano 76' · Avilán 87' | Asistencia: 43,000 espectadores Árbitro(s): Gilberto Alcalá | Asistencia: 43,000 espectadores Árbitro(s): Gilberto Alcalá |
| Penal fallado por Kléber Boas al minuto 89. |            |           |                                            |                                                             |                                                             |

| 7 de junio de 2003, 17:00          | Monterrey | 1:2 (1:0) | Tigres                             | Estadio Tecnológico, Monterrey                                |                                                               |
|                                    | Alex 13'  | Reporte   | de Nigris 79' · Mineiro 85' (pen.) | Asistencia: 32,000 espectadores Árbitro(s): Armando Archundia | Asistencia: 32,000 espectadores Árbitro(s): Armando Archundia |
| Monterrey avanzó a la Final (5:3). |           |           |                                    |                                                               |                                                               |

### Final
| 11 de junio de 2003, 20:30 | Monterrey                                  | 3:1 (1:0) | Morelia      | Estadio Tecnológico, Monterrey                                |                                                               |
|                            | Erviti 1' · Franco 46' · Castro 57' (pen.) | Reporte   | Bautista 90' | Asistencia: 32,000 espectadores Árbitro(s): Felipe Ramos Rizo | Asistencia: 32,000 espectadores Árbitro(s): Felipe Ramos Rizo |

| 14 de junio de 2003, 20:30                        | Morelia | 0:0     | Monterrey | Estadio Morelos, Morelia            |                                     |
|                                                   |         | Reporte |           | Árbitro(s): Marco Antonio Rodríguez | Árbitro(s): Marco Antonio Rodríguez |
| Monterrey Campeón del Torneo Clausura 2003 (3:1). |         |         |           |                                     |                                     |

#### Final - Ida
| 1     | POR   | Ricardo Martínez  |  |
| 71    | DEF   | Elliot Huitrón    |  |
| 3     | DEF   | Flavio Rogeiro    |  |
| 4     | DEF   | Pablo Rotchen     |  |
| 5     | DEF   | Ismael Rodríguez  |  |
| 8     | MED   | Héctor Castro     |  |
| 7     | MED   | Luis Pérez        |  |
| 28    | MED   | Jesús Arellano    |  |
| 18    | MED   | Walter Erviti     |  |
| 10    | DEL   | Guillermo Franco  |  |
| 9     | DEL   | Alex Fernandes    |  |
| D. T. | D. T. | Daniel Passarella |  |

| 30    | POR   | Moisés Muñoz          |  |
| 15    | DEF   | Mario Ruiz            |  |
| 12    | DEF   | Enrique Vizcarra      |  |
| 4     | DEF   | Humberto González     |  |
| 58    | DEF   | Darío Franco          |  |
| 28    | DEF   | Carlos Adrián Morales |  |
| 7     | MED   | Roberto Palacios      |  |
| 8     | MED   | Jorge Almirón         |  |
| 23    | DEL   | Javier Saavedra       |  |
| 10    | DEL   | Adolfo Bautista       |  |
| 9     | DEL   | Reinaldo Navia        |  |
| D. T. | D. T. | Rubén Omar Romano     |  |

| 17 | Delantero | Omar Avilán | 71' |
| 24 | Delantero | Cesar Adame | 90' |

| 18 | Delantero | Damian Álvarez | 53' |
| 20 | Delantero | Ismael Iñiguez | 73' |

| 1' · 46' · 57' | Walter Erviti Guillermo Franco Hector Castro | 1:0 2:0 3:0 |

| 90' | Adolfo Bautista | 3:1 |

| 6' · 38' · 58' · 71' · 73' · 78' · 86' | Luis Pérez Hector Castro Guillermo Franco Alex Fernandes Walter Erviti Ismael Rodríguez Elliot Huitrón |

| 11' · 41' | Humberto González Darío Franco |

| Principal  | Felipe Ramos Rizo        |
| Asistentes | Víctor Raúl Osorio Limas |
|            | Francisco Ramírez Díaz   |
| Cuarto     | Gilberto Alcalá Ramiréz  |

|                    |    |    |
| Tiros              | 15 | 6  |
| Tiros a puerta     | 7  | 3  |
| Faltas             | 25 | 10 |
| Saques de esquina  | 4  | 3  |
| Penaltis           | 1  | 0  |
| Fueras de juego    | 1  | 2  |
| Posesión del balón | %  | %  |

| Alineación inicial |

| 1     | POR   | Ricardo Martínez  |  |
| 71    | DEF   | Elliot Huitrón    |  |
| 3     | DEF   | Flavio Rogeiro    |  |
| 4     | DEF   | Pablo Rotchen     |  |
| 5     | DEF   | Ismael Rodríguez  |  |
| 8     | MED   | Héctor Castro     |  |
| 7     | MED   | Luis Pérez        |  |
| 28    | MED   | Jesús Arellano    |  |
| 18    | MED   | Walter Erviti     |  |
| 10    | DEL   | Guillermo Franco  |  |
| 9     | DEL   | Alex Fernandes    |  |
| D. T. | D. T. | Daniel Passarella |  |

| 30    | POR   | Moisés Muñoz          |  |
| 15    | DEF   | Mario Ruiz            |  |
| 12    | DEF   | Enrique Vizcarra      |  |
| 4     | DEF   | Humberto González     |  |
| 58    | DEF   | Darío Franco          |  |
| 28    | DEF   | Carlos Adrián Morales |  |
| 7     | MED   | Roberto Palacios      |  |
| 8     | MED   | Jorge Almirón         |  |
| 23    | DEL   | Javier Saavedra       |  |
| 10    | DEL   | Adolfo Bautista       |  |
| 9     | DEL   | Reinaldo Navia        |  |
| D. T. | D. T. | Rubén Omar Romano     |  |

| 17 | Delantero | Omar Avilán | 71' |
| 24 | Delantero | Cesar Adame | 90' |

| 18 | Delantero | Damian Álvarez | 53' |
| 20 | Delantero | Ismael Iñiguez | 73' |

| 1' · 46' · 57' | Walter Erviti Guillermo Franco Hector Castro | 1:0 2:0 3:0 |

| 90' | Adolfo Bautista | 3:1 |

| 6' · 38' · 58' · 71' · 73' · 78' · 86' | Luis Pérez Hector Castro Guillermo Franco Alex Fernandes Walter Erviti Ismael Rodríguez Elliot Huitrón |

| 11' · 41' | Humberto González Darío Franco |

| Principal  | Felipe Ramos Rizo        |
| Asistentes | Víctor Raúl Osorio Limas |
|            | Francisco Ramírez Díaz   |
| Cuarto     | Gilberto Alcalá Ramiréz  |

|                    |    |    |
| Tiros              | 15 | 6  |
| Tiros a puerta     | 7  | 3  |
| Faltas             | 25 | 10 |
| Saques de esquina  | 4  | 3  |
| Penaltis           | 1  | 0  |
| Fueras de juego    | 1  | 2  |
| Posesión del balón | %  | %  |

| Alineación inicial |

| 1     | POR   | Ricardo Martínez  |  |
| 71    | DEF   | Elliot Huitrón    |  |
| 3     | DEF   | Flavio Rogeiro    |  |
| 4     | DEF   | Pablo Rotchen     |  |
| 5     | DEF   | Ismael Rodríguez  |  |
| 8     | MED   | Héctor Castro     |  |
| 7     | MED   | Luis Pérez        |  |
| 28    | MED   | Jesús Arellano    |  |
| 18    | MED   | Walter Erviti     |  |
| 10    | DEL   | Guillermo Franco  |  |
| 9     | DEL   | Alex Fernandes    |  |
| D. T. | D. T. | Daniel Passarella |  |

| 30    | POR   | Moisés Muñoz          |  |
| 15    | DEF   | Mario Ruiz            |  |
| 12    | DEF   | Enrique Vizcarra      |  |
| 4     | DEF   | Humberto González     |  |
| 58    | DEF   | Darío Franco          |  |
| 28    | DEF   | Carlos Adrián Morales |  |
| 7     | MED   | Roberto Palacios      |  |
| 8     | MED   | Jorge Almirón         |  |
| 23    | DEL   | Javier Saavedra       |  |
| 10    | DEL   | Adolfo Bautista       |  |
| 9     | DEL   | Reinaldo Navia        |  |
| D. T. | D. T. | Rubén Omar Romano     |  |

| 17 | Delantero | Omar Avilán | 71' |
| 24 | Delantero | Cesar Adame | 90' |

| 18 | Delantero | Damian Álvarez | 53' |
| 20 | Delantero | Ismael Iñiguez | 73' |

| 1' · 46' · 57' | Walter Erviti Guillermo Franco Hector Castro | 1:0 2:0 3:0 |

| 90' | Adolfo Bautista | 3:1 |

| 6' · 38' · 58' · 71' · 73' · 78' · 86' | Luis Pérez Hector Castro Guillermo Franco Alex Fernandes Walter Erviti Ismael Rodríguez Elliot Huitrón |

| 11' · 41' | Humberto González Darío Franco |

| Principal  | Felipe Ramos Rizo        |
| Asistentes | Víctor Raúl Osorio Limas |
|            | Francisco Ramírez Díaz   |
| Cuarto     | Gilberto Alcalá Ramiréz  |

|                    |    |    |
| Tiros              | 15 | 6  |
| Tiros a puerta     | 7  | 3  |
| Faltas             | 25 | 10 |
| Saques de esquina  | 4  | 3  |
| Penaltis           | 1  | 0  |
| Fueras de juego    | 1  | 2  |
| Posesión del balón | %  | %  |

| Alineación inicial |

| 1     | POR   | Ricardo Martínez  |  |
| 71    | DEF   | Elliot Huitrón    |  |
| 3     | DEF   | Flavio Rogeiro    |  |
| 4     | DEF   | Pablo Rotchen     |  |
| 5     | DEF   | Ismael Rodríguez  |  |
| 8     | MED   | Héctor Castro     |  |
| 7     | MED   | Luis Pérez        |  |
| 28    | MED   | Jesús Arellano    |  |
| 18    | MED   | Walter Erviti     |  |
| 10    | DEL   | Guillermo Franco  |  |
| 9     | DEL   | Alex Fernandes    |  |
| D. T. | D. T. | Daniel Passarella |  |

| 30    | POR   | Moisés Muñoz          |  |
| 15    | DEF   | Mario Ruiz            |  |
| 12    | DEF   | Enrique Vizcarra      |  |
| 4     | DEF   | Humberto González     |  |
| 58    | DEF   | Darío Franco          |  |
| 28    | DEF   | Carlos Adrián Morales |  |
| 7     | MED   | Roberto Palacios      |  |
| 8     | MED   | Jorge Almirón         |  |
| 23    | DEL   | Javier Saavedra       |  |
| 10    | DEL   | Adolfo Bautista       |  |
| 9     | DEL   | Reinaldo Navia        |  |
| D. T. | D. T. | Rubén Omar Romano     |  |

| 17 | Delantero | Omar Avilán | 71' |
| 24 | Delantero | Cesar Adame | 90' |

| 18 | Delantero | Damian Álvarez | 53' |
| 20 | Delantero | Ismael Iñiguez | 73' |

| 1' · 46' · 57' | Walter Erviti Guillermo Franco Hector Castro | 1:0 2:0 3:0 |

| 90' | Adolfo Bautista | 3:1 |

| 6' · 38' · 58' · 71' · 73' · 78' · 86' | Luis Pérez Hector Castro Guillermo Franco Alex Fernandes Walter Erviti Ismael Rodríguez Elliot Huitrón |

| 11' · 41' | Humberto González Darío Franco |

| Principal  | Felipe Ramos Rizo        |
| Asistentes | Víctor Raúl Osorio Limas |
|            | Francisco Ramírez Díaz   |
| Cuarto     | Gilberto Alcalá Ramiréz  |

|                    |    |    |
| Tiros              | 15 | 6  |
| Tiros a puerta     | 7  | 3  |
| Faltas             | 25 | 10 |
| Saques de esquina  | 4  | 3  |
| Penaltis           | 1  | 0  |
| Fueras de juego    | 1  | 2  |
| Posesión del balón | %  | %  |

| Alineación inicial |

#### Final de Vuelta
| 30    | POR   | Moisés Muñoz          |     |
| 23    | DEF   | Javier Saavedra       |     |
| 15    | DEF   | Mario Ruiz            | 46' |
| 58    | DEF   | Darío Franco          |     |
| 4     | DEF   | Humberto González     |     |
| 28    | DEF   | Carlos Adrián Morales |     |
| 7     | MED   | Roberto Palacios      |     |
| 8     | MED   | Jorge Almirón         |     |
| 18    | MED   | Damián Álvarez        | 50' |
| 10    | DEL   | Adolfo Bautista       |     |
| 9     | DEL   | Reinaldo Navia        |     |
| D. T. | D. T. | Rubén Omar Romano     |     |

| 1     | POR   | Ricardo Martínez   |     |
| 15    | DEF   | Paulo César Chávez |     |
| 5     | DEF   | Flavio Rogeiro     |     |
| 4     | DEF   | Pablo Rotchen      |     |
| 2     | DEF   | Ismael Rodríguez   |     |
| 8     | MED   | Hector Castro      |     |
| 7     | MED   | Luis Pérez         |     |
| 28    | MED   | Jesús Arellano     | 88' |
| 18    | MED   | Walter Erviti      | 64' |
| 10    | DEL   | Guillermo Franco   |     |
| 9     | DEL   | Alex Fernandes     | 55' |
| D. T. | D. T. | Daniel Passarella  |     |

| 12 | Delantero | Ismael Iñiguez | 46' |
| 13 | Delantero | Martín Gómez   | 50' |

| 17 | Delantero | Omar Avilán    | 55' |
| 71 | Defensa   | Elliot Huitrón | 64' |
| 11 | Delantero | Jesús Mendoza  | 88' |

| 11' · 26' · 68' · 72' | Jorge Almirón Mario Ruiz Reinaldo Navia Humberto González |

| 30' · 39' | Alex Fernandes Ricardo Martínez |

| Principal  | Marco Antonio Rodríguez            |
| Asistentes | Alejandro Cruz Ríos                |
|            | Héctor Manuel Delgadillo Castañeda |
| Cuarto     | Armando Archundia                  |

|                    |   |   |
| Tiros              | - | - |
| Tiros a puerta     | - | - |
| Faltas             | - | - |
| Saques de esquina  | - | - |
| Penaltis           | - | - |
| Fueras de juego    | - | - |
| Posesión del balón | % | % |

| Alineación inicial |

| 30    | POR   | Moisés Muñoz          |     |
| 23    | DEF   | Javier Saavedra       |     |
| 15    | DEF   | Mario Ruiz            | 46' |
| 58    | DEF   | Darío Franco          |     |
| 4     | DEF   | Humberto González     |     |
| 28    | DEF   | Carlos Adrián Morales |     |
| 7     | MED   | Roberto Palacios      |     |
| 8     | MED   | Jorge Almirón         |     |
| 18    | MED   | Damián Álvarez        | 50' |
| 10    | DEL   | Adolfo Bautista       |     |
| 9     | DEL   | Reinaldo Navia        |     |
| D. T. | D. T. | Rubén Omar Romano     |     |

| 1     | POR   | Ricardo Martínez   |     |
| 15    | DEF   | Paulo César Chávez |     |
| 5     | DEF   | Flavio Rogeiro     |     |
| 4     | DEF   | Pablo Rotchen      |     |
| 2     | DEF   | Ismael Rodríguez   |     |
| 8     | MED   | Hector Castro      |     |
| 7     | MED   | Luis Pérez         |     |
| 28    | MED   | Jesús Arellano     | 88' |
| 18    | MED   | Walter Erviti      | 64' |
| 10    | DEL   | Guillermo Franco   |     |
| 9     | DEL   | Alex Fernandes     | 55' |
| D. T. | D. T. | Daniel Passarella  |     |

| 12 | Delantero | Ismael Iñiguez | 46' |
| 13 | Delantero | Martín Gómez   | 50' |

| 17 | Delantero | Omar Avilán    | 55' |
| 71 | Defensa   | Elliot Huitrón | 64' |
| 11 | Delantero | Jesús Mendoza  | 88' |

| 11' · 26' · 68' · 72' | Jorge Almirón Mario Ruiz Reinaldo Navia Humberto González |

| 30' · 39' | Alex Fernandes Ricardo Martínez |

| Principal  | Marco Antonio Rodríguez            |
| Asistentes | Alejandro Cruz Ríos                |
|            | Héctor Manuel Delgadillo Castañeda |
| Cuarto     | Armando Archundia                  |

|                    |   |   |
| Tiros              | - | - |
| Tiros a puerta     | - | - |
| Faltas             | - | - |
| Saques de esquina  | - | - |
| Penaltis           | - | - |
| Fueras de juego    | - | - |
| Posesión del balón | % | % |

| Alineación inicial |

| 30    | POR   | Moisés Muñoz          |     |
| 23    | DEF   | Javier Saavedra       |     |
| 15    | DEF   | Mario Ruiz            | 46' |
| 58    | DEF   | Darío Franco          |     |
| 4     | DEF   | Humberto González     |     |
| 28    | DEF   | Carlos Adrián Morales |     |
| 7     | MED   | Roberto Palacios      |     |
| 8     | MED   | Jorge Almirón         |     |
| 18    | MED   | Damián Álvarez        | 50' |
| 10    | DEL   | Adolfo Bautista       |     |
| 9     | DEL   | Reinaldo Navia        |     |
| D. T. | D. T. | Rubén Omar Romano     |     |

| 1     | POR   | Ricardo Martínez   |     |
| 15    | DEF   | Paulo César Chávez |     |
| 5     | DEF   | Flavio Rogeiro     |     |
| 4     | DEF   | Pablo Rotchen      |     |
| 2     | DEF   | Ismael Rodríguez   |     |
| 8     | MED   | Hector Castro      |     |
| 7     | MED   | Luis Pérez         |     |
| 28    | MED   | Jesús Arellano     | 88' |
| 18    | MED   | Walter Erviti      | 64' |
| 10    | DEL   | Guillermo Franco   |     |
| 9     | DEL   | Alex Fernandes     | 55' |
| D. T. | D. T. | Daniel Passarella  |     |

| 12 | Delantero | Ismael Iñiguez | 46' |
| 13 | Delantero | Martín Gómez   | 50' |

| 17 | Delantero | Omar Avilán    | 55' |
| 71 | Defensa   | Elliot Huitrón | 64' |
| 11 | Delantero | Jesús Mendoza  | 88' |

| 11' · 26' · 68' · 72' | Jorge Almirón Mario Ruiz Reinaldo Navia Humberto González |

| 30' · 39' | Alex Fernandes Ricardo Martínez |

| Principal  | Marco Antonio Rodríguez            |
| Asistentes | Alejandro Cruz Ríos                |
|            | Héctor Manuel Delgadillo Castañeda |
| Cuarto     | Armando Archundia                  |

|                    |   |   |
| Tiros              | - | - |
| Tiros a puerta     | - | - |
| Faltas             | - | - |
| Saques de esquina  | - | - |
| Penaltis           | - | - |
| Fueras de juego    | - | - |
| Posesión del balón | % | % |

| Alineación inicial |

| 30    | POR   | Moisés Muñoz          |     |
| 23    | DEF   | Javier Saavedra       |     |
| 15    | DEF   | Mario Ruiz            | 46' |
| 58    | DEF   | Darío Franco          |     |
| 4     | DEF   | Humberto González     |     |
| 28    | DEF   | Carlos Adrián Morales |     |
| 7     | MED   | Roberto Palacios      |     |
| 8     | MED   | Jorge Almirón         |     |
| 18    | MED   | Damián Álvarez        | 50' |
| 10    | DEL   | Adolfo Bautista       |     |
| 9     | DEL   | Reinaldo Navia        |     |
| D. T. | D. T. | Rubén Omar Romano     |     |

| 1     | POR   | Ricardo Martínez   |     |
| 15    | DEF   | Paulo César Chávez |     |
| 5     | DEF   | Flavio Rogeiro     |     |
| 4     | DEF   | Pablo Rotchen      |     |
| 2     | DEF   | Ismael Rodríguez   |     |
| 8     | MED   | Hector Castro      |     |
| 7     | MED   | Luis Pérez         |     |
| 28    | MED   | Jesús Arellano     | 88' |
| 18    | MED   | Walter Erviti      | 64' |
| 10    | DEL   | Guillermo Franco   |     |
| 9     | DEL   | Alex Fernandes     | 55' |
| D. T. | D. T. | Daniel Passarella  |     |

| 12 | Delantero | Ismael Iñiguez | 46' |
| 13 | Delantero | Martín Gómez   | 50' |

| 17 | Delantero | Omar Avilán    | 55' |
| 71 | Defensa   | Elliot Huitrón | 64' |
| 11 | Delantero | Jesús Mendoza  | 88' |

| 11' · 26' · 68' · 72' | Jorge Almirón Mario Ruiz Reinaldo Navia Humberto González |

| 30' · 39' | Alex Fernandes Ricardo Martínez |

| Principal  | Marco Antonio Rodríguez            |
| Asistentes | Alejandro Cruz Ríos                |
|            | Héctor Manuel Delgadillo Castañeda |
| Cuarto     | Armando Archundia                  |

|                    |   |   |
| Tiros              | - | - |
| Tiros a puerta     | - | - |
| Faltas             | - | - |
| Saques de esquina  | - | - |
| Penaltis           | - | - |
| Fueras de juego    | - | - |
| Posesión del balón | % | % |

| Alineación inicial |

|                              |
| Monterrey Campeón 2° título. |

- Datos: Q3535190